# Žlobin
Žlobin (bělorusky: Жлобін; rusky: Жлобин) je město v Bělorusku v Homelské oblasti, které leží na řece Dněpr. Město má asi 80 000 obyvatel. První písemná zmínka o městě Zlobin je z roku 1492.
Ve městě sídlí velká ocelářská firma BMZ (Běloruský metalurgický kombinát). BMZ je jedna z největších společností v Bělorusku a důležitý výrobce ocelových drátů a prutů na celosvětových trzích. Společnost je hlavním podporovatelem městské ekonomiky.